# Història de les matemàtiques
La història de les matemàtiques relata l'evolució dels descobriments matemàtics al llarg de la història.
La paraula matemàtiques prové del grec μάθημα (máthema) que significa ciència, coneixement o aprenentatge; μαθηματικός (mathematikós) que significa apassionat del coneixement. Avui, el terme es refereix a una part concreta del coneixement —l'estudi rigorós i deductiu de la quantitat, l'estructura, l'espai i el canvi.
Mentre quasi totes les cultures usen les matemàtiques a un nivell bàsic (comptar i mesurar), al llarg dels temps, han sigut relativament poques les que han realitzat nous avenços en la ciència. Abans de l'edat moderna i de la globalització del coneixement, els nous coneixements en matemàtiques es varen produir en zones locals. Els textos matemàtics més antics són de l'antic Egipte durant l'època de l'Imperi mitjà vora el 2000-1800 aC (papir de Berlín), Mesopotàmia al voltant del 1900-1700 aC (Plimpton 322), i l'Antiga Índia als anys 800-600 aC (Sulba Sutras). Tots aquests documents tracten sobre el teorema de Pitàgores, que sembla el desenvolupament matemàtic més antic i estès després de l'aritmètica i geometria elementals. L'antiga Grècia i les cultures hel·lèniques d'Egipte, Mesopotàmia i la ciutat de Siracusa varen ampliar enormement el coneixement matemàtic. Matemàtics jainistes varen contribuir des del segle iv aC al segle ii, mentre que la Dinastia Han de la Xina va contribuir amb el Manual de l'illa del mar i Els nou capítols de les arts matemàtiques (九章算术) del segle ii aC al segle ii. Els matemàtics hindús a partir del segle v i els matemàtics islàmics a partir del segle ix varen realitzar noves aportacions a les matemàtiques.
Un fet remarcable de la història de les matemàtiques occidentals és l'estancament que varen patir durant segles. No va ser fins al Renaixement a Itàlia (segle xvi) juntament amb nous descobriments científics que es varen fer noves aportacions a ritme exponencial que duren fins al dia d'avui. Matemàtics d'arreu del món han contribuït a la matemàtica moderna.

## Època primitiva
Molt abans de les primeres fonts escrites, hi ha dibuixos que indiquen un coneixement de matemàtiques i de la mesura del temps basat en els estels. Per exemple, els paleontòlegs han descobert roques d'ocre en una cova de Sud-àfrica amb incisions que segueixen patrons geomètrics i que daten d'abans del 70.000 aC. També s'ha descobert utensilis prehistòrics a Àfrica i França que daten entre el 35000 aC i el 20000 aC, indiquen els primers intents de mesurar el temps. Es creu que les primers càlculs eren per a mantenir un registre del cicle biològic menstrual de les dones, puix que s'han trobat ossos i pedres amb vint-i-vuit, vint-i-nou i trenta marques seguides per una altra marca diferent. A més a més, els caçadors també tenien el concepte d'un, dos o molts i la idea de res o zero quan consideraven ramats d'animals.
L'os d'Ishango, trobat a la capçalera del Nil (nord-est del Congo), que data del 20000 aC es considera la demostració més antiga coneguda d'una sèrie de nombres primers. A l'Antic Egipte varen aparèixer tècniques de multiplicació i de representació pictòrica de dissenys geomètrics. Els monuments megalítics del cinquè mil·lenni aC a Egipte, i del tercer mil·lenni aC a Anglaterra i Escòcia incorporen en els seus dissenys idees geomètriques com cercles, el·lipses i ternes pitagòriques, així com un possible coneixement de la mesura del temps basat en el moviment dels estels. Des d'aproximadament el 3100 aC, els egipcis varen introduir el sistema decimal més antic conegut permetent el càlcul indefinit introduint nous símbols. Vora el 2600 aC, per a realitzar les grans construccions d'Egipte es varen necessitar coneixements d'alta precisió en topografia i insinuen el coneixement de la proporció àuria.
Els primers coneixements matemàtics de l'Antiga Índia daten de prop del 3000-2600 aC en la Civilització de la vall de l'Indus del nord de l'Índia i el Pakistan, que varen desenvolupar un sistema uniforme de pesos i mesures que usava fraccions decimals, un domini de les proporcions dels maons encara usades actualment, una quadrícula de carrers en angles rectes perfectes, i múltiples dissenys i formes geomètriques que inclouen prismes rectangulars, barrils, cons, cilindres i dibuixos concèntrics i amb interseccions de cercles i triangles. Els instruments matemàtiques descoberts inclouen un regle decimal molt detallat amb petites subdivisions precises, una eina amb forma de closca que servia com a compàs per a mesurar angles en superfícies planes o en l'horitzó en múltiples de 40-360 graus, una altra que servia per a mesurar 8-12 seccions senceres de l'horitzó i l'esfera celeste i un instrument per a mesurar la posició dels estels amb finalitats nàutiques. L'escriptura de la vall de l'Indus encara no ha estat desxifrada; per tant es coneix molt poc sobre els seus sistemes de notació. Les proves arqueològiques han portat alguns historiadors a creure que aquesta civilització usava un sistema de numeració de base 8 i coneixien la proporció de la longitud de la circumferència entre el seu diàmetre, és a dir, de π.

## L'Antic Egipte (2000 aC - 600 aC)

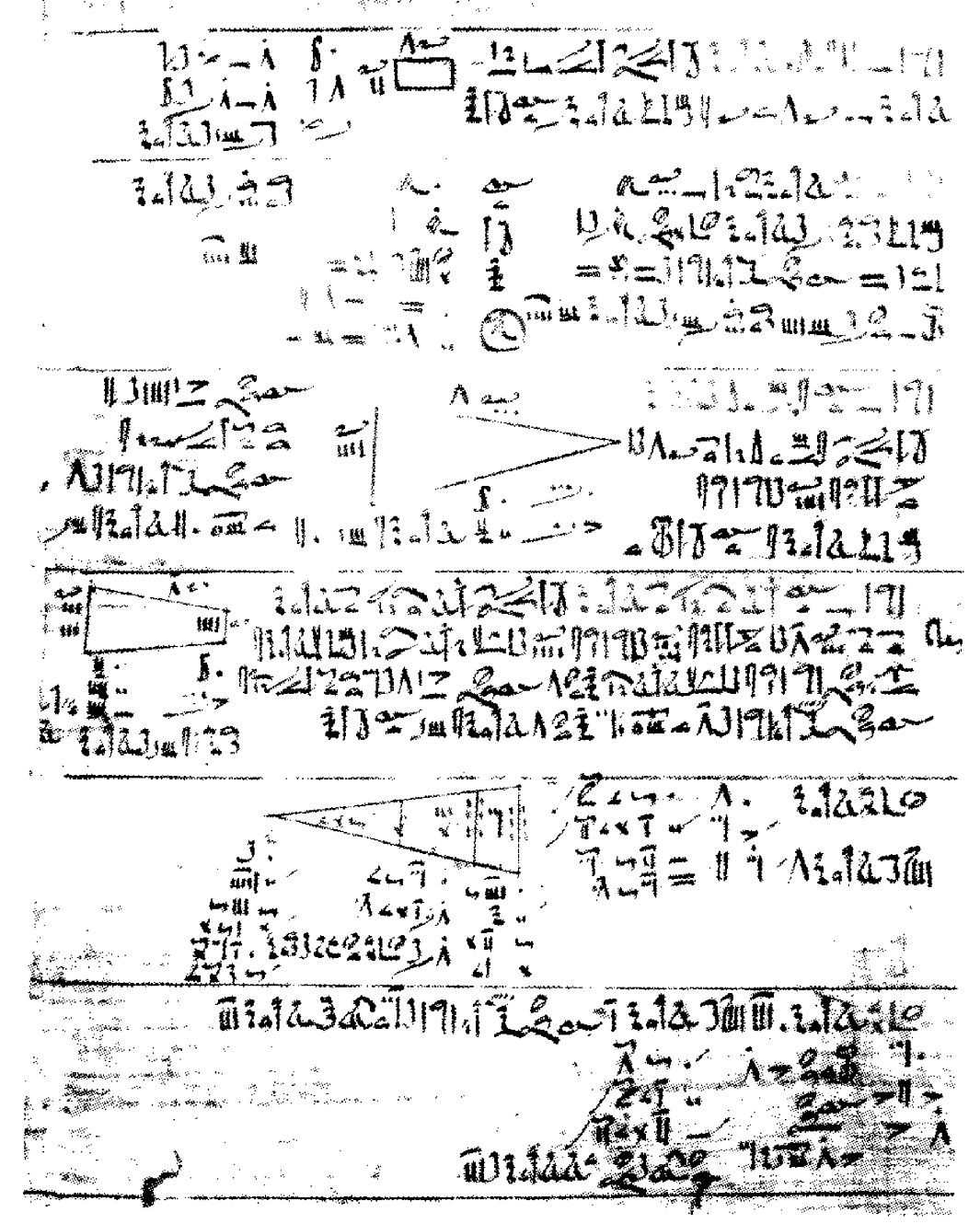
Fragment del papir de Rhind, datat al voltant del 1650 aC.

S'anomenen matemàtiques egípcies a les matemàtiques escrites en la llengua dels antics egipcis. Des del període hel·lenístic, el grec va substituir l'egipci com a llengua d'escriptura dels erudits egipcis, i a partir de llavors les matemàtiques egípcies es fusionen amb les matemàtiques gregues i babilòniques per a donar pas a les matemàtiques hel·lenístiques. L'estudi de les matemàtiques va continuar més tard a Egipte sota el califat islàmic formant part de les matemàtiques islàmiques, quan l'àrab es va convertir en la llengua erudita.
El text matemàtic més antic descobert fins ara és el papir de Moscou que és un papir datat entre el 2000 i el 1800 aC durant l'època de l'Imperi Mitjà. Com molts textos antics de matemàtiques, consisteix en un problema explicat amb una història, com si es tractés d'un entreteniment. Hi ha un problema que té una particular importància perquè explica un mètode per a trobar el volum d'un frust basat en la fórmula: 
{\displaystyle V={\frac {1}{3}}h\left(b_{1}^{2}+b_{1}b_{2}+b_{2}^{2}\right)}
El papir de Rhind (~1650 aC) és un altre dels grans textos matemàtics egipcis, un instructiu manual d'aritmètica i geometria. A més de donar fórmules d'àrees i mètodes de multiplicacó, divisió i treballar amb fraccions, també conté proves de més coneixements matemàtics com ara nombres compostos i primers; mitjanes aritmètica, geomètrica i harmònica; i petites nocions del sedàs d'Eratòstenes i de la teoria de nombres perfectes. També explica com resoldre equacions lineals de primer ordre i sèries aritmètiques i geomètriques.
També, els tres elements geomètrics continguts al papir de Rhind mostren els primers coneixements de geometria analítica: el primer i més important, com obtenir una aproximació a {\displaystyle \pi } amb un error de precisió inferior a l'1%; el segon, un antic intent de quadrar el cercle; i tercer, el primer ús conegut d'un tipus de cotangent.
Finalment, el papir de Berlín (~1800 aC) mostra com els antics egipcis ja podien resoldre equacions algebraiques de segon ordre.

## L'Antiga Babilònia (1900 aC - 300 aC)
Les matemàtiques babilòniques es refereixen a les matemàtiques dels pobles de la Mesopotàmia (actual Iraq) des dels antics sumeris fins al començament del període hel·lenístic. S'anomenen matemàtiques babilòniques degut a la importància de Babilònia com a centre d'estudi, que va decréixer durant el període hel·lenístic. Des de llavors, les matemàtiques babilòniques es fusionen amb les matemàtiques gregues i egípcies per a donar pas a les matemàtiques hel·lenístiques. Més endavant, sota el califat islàmic, l'estudi matemàtic va continuar a Bagdad (a prop de les ruïnes de Babilònia) com a part de les matemàtiques islàmiques, quan l'àrab va esdevenir la llengua de cultura.
Al contrari que les matemàtiques egípcies de les que en tenim poques fonts, des del 1850 s'han descobert més de 400 taules d'argila d'escriptura cuneïforme que parlen de matemàtiques. La majoria d'aquestes taules daten del 1800 al 1600 aC, i tracten temes variats com ara fraccions, àlgebra, equacions de segon i tercer grau, i el càlcul de ternes pitagòriques (Plimpton 322). També hi ha taules de multiplicació, de trigonometria i mètodes per a resoldre equacions lineals i de segon grau. La taula YBC 7289 dona una aproximació de fins a cinc decimals de {\displaystyle {\sqrt {2}}}.
Les matemàtiques babilòniques s'escrivien usant un sistema de numeració sexagesimal. Actualment aquest sistema encara es fa servir per a dividir les hores en 60 minuts, els minuts en 60 segons i el cercle en 360 ({\displaystyle 60\cdot 6}) graus. El fet que el nombre 60 tingui molts divisors va afavorir notablement els avenços babilònics. També, al contrari que els egipcis, grecs i romans, els babilònics tenien un sistema de notació posicional, on els digits escrits a la columna de l'esquerra representaven valors més alts que en el sistema decimal. De totes maneres, no tenien una xifra per a representar el zero o un altre símbol per a indicar que una posició estava buida, per tant, a vegades calia deduir el valor representat segons el context.

## L'Antiga Índia (900 aC - 200 dC)
Després de la caiguda de la civilització de la vall de l'Indus el 1500 aC, l'escriptura va desaparèixer del sud d'Àsia durant molt temps. Hi ha discussions importants sobre en quines dates va reaparèixer l'escriptura a l'Índia i quan es va desenvolupar l'escriptura Brahmi. Alguns experts com Georg Bühler, la situen al segle viii aC, altres de la dinastia Maurya al segle iv aC. Recents proves arqueològiques també parlen del 600 aC i del 1000 aC. Si les dates més antigues són correctes, llavors tal com diuen alguns historiadors com Florian Cajori, potser és cert que Pitàgores va viatjar a l'Índia per aprendre-hi matemàtiques.
Durant l'època vèdica, les matemàtiques no eren un únic tipus d'estudi científic, sinó que hi ha escrits matemàtics dispersos en molts textos indis d'aquest període (molts són de dates i autors imprecisos, i no segueixen una veritable tradició matemàtica). El Yajurveda compost al voltant del 900 aC va ser la primera explicació del concepte de l'infinit numèric. El Yajnavalkya (~900-800 aC) va calcular el valor de π fins a dos decimals. Els Sulba Sutras (~800-600 aC) varen ser uns textos de geometria que usaven nombres racionals, nombres primers, la regla de tres i arrels cúbiques; varen calcular el valor d'{\displaystyle {\sqrt {2}}} fins a cinc decimals; varen donar un mètode per a quadrar el cercle; varen solucionar equacions lineals i de segon grau; varen desenvolupar ternes pitagòriques algebraicament i varen enunciar i demostrar numèricament el teorema de Pitàgores.
El lingüista Pànini va compondre les regles gramatical del sànscrit el segle v aC. Usava una notació semblant a la notació matemàtica moderna, que usava metaregles, transformacions i recursions tan sofisticades que la seva gramàtica tenia un potencial de computació equivalent a la màquina de Turing. El treball de Panini també és precursor en la teoria moderna de llenguatges formals (importants en computació), mentre que la forma Panini-Backus usada pels llenguatges de programació més moderns és significativament semblant a les regles gramaticals de Panini. Pingala (segles IV-III aC) va inventar un sistema de numeració binari, i va estudiar la successió de Fibonacci i del triangle de Tartaglia, i va usar un punt per a denotar el zero i va descriure la formació d'una matriu.
Entre els anys 400 aC i 200 dC els jainistes varen començar a estudiar les matemàtiques per si soles, i no conjuntament amb altres ciències com fins aleshores. Varen ser els primers a desenvolupar els nombres transfinits, teoria de conjunts, logaritmes, lleis fonamentals dels índexs, equacions de tercer grau, sèries i successions, permutacions i combinacions, quadrats i arrels quadrades i exponencials finites i infinites. El manuscrit de Bakshali escrit entre el 200 aC i el 200 dC inclou solucions d'equacions lineals de fins a cinc incògnites, la solució d'equacions de segon grau. progressions aritmètiques i geomètriques, sèries compostes, equacions de segon grau indeterminades, sistemes d'equacions, l'ús del zero i nombres negatius. També tenien càlculs molt precisos de nombres irracionals com per exemple arrels quadrades de nombres més grans d'un milió i de fins a 11 decimals.

## La Grècia Clàssica (550 aC - 200 aC)

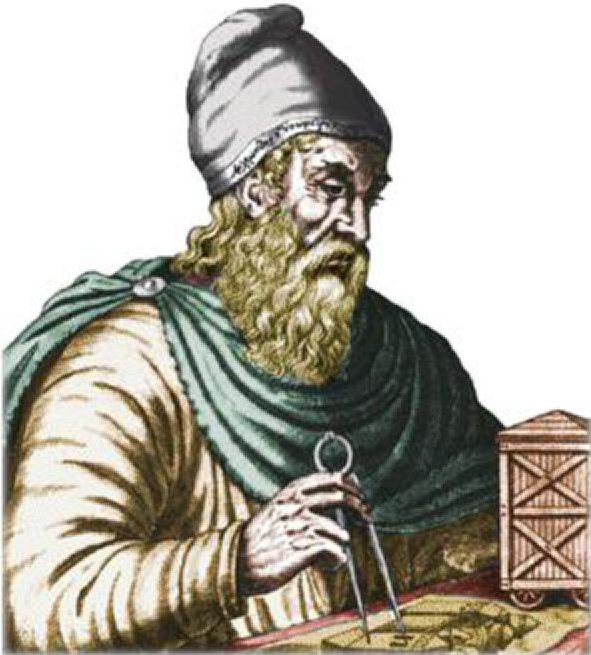
Arquimedes (287-212 aC)

Les matemàtiques gregues estudiades abans del període hel·lenístic es refereixen només a les matemàtiques de l'antiga Grècia. Les matemàtiques gregues estudiades a partir del període hel·lenístic (des del 323 aC) es refereixen a totes les matemàtiques escrites en grec, això inclou a més dels propis grecs, els erudits de tot el món hel·lènic que s'estenien al llarg de la Mediterrània Oriental. A partir d'aquest punt es fusionen amb les matemàtiques egípcies i babilòniques per a donar pas a les matemàtiques hel·lenístiques. La majoria de textos matemàtics escrits en grec s'han trobat a Grècia, Egipte, Mesopotàmia, Àsia Menor i Magna Grècia.
Encara que hi ha algunes troballes de textos grecs escrits amb posterioritat al període hel·lenístic, molts es consideren còpies d'escrits d'aquest període i, fins i tot, abans. Les datacions dels textos de la Grècia Clàssica són més fiables que les dels escrits d'altres civilitzacions anteriors, puix existeixen un gran nombre de registres cronològics que permeten seguir els esdeveniments any per any. Lògicament, també hi ha algunes dates que són imprecises, però el dubte és molt menor, perquè és de dècades en lloc de segles.
Es considera que les matemàtiques gregues varen començar a finals del segle v aC quan Tales i Pitàgores varen portar el coneixement de les matemàtiques egípcies i babilòniques a Grècia. Tales va fer servir la geometria per a resoldre problemes com el càlcul de l'alçada de les piràmides i la distància dels vaixells a la costa. Pitàgores va enunciar el teorema de Pitàgores i va construir ternes pitagòriques algebraicament, si fem cas del comentari de Proclus sobre Euclides.
Les matemàtiques gregues es caracteritzen per l'originalitat, profunditat, abstracció i per la confiança dipositada en la lògica. Varen ser les primeres a donar demostracions de nombres irracionals (degut als pitagòrics), a desenvolupar el mètode d'exhaustió d'Èudox per a calcular àrees, i el sedàs d'Eratòstenes per a descobrir nombres primers. Varen importar els mètodes ad hoc de construcció d'un cercle o d'una el·lipse i varen desenvolupar una àmplia teoria de còniques. També varen recopilar moltes fórmules per a calcular àrees i volums i varen deduir mètodes per a distingir les que eren correctes de les que no i obtenir fórmules generals. La primera demostració abstracta coneguda és grega, i tots els estudis posteriors de lògica deriven dels mètodes establerts per Aristòtil. Euclides, va escriure els Elements, un llibre usat per a aprendre matemàtiques a tot Europa, Orient Pròxim i nord d'Àfrica durant dos mil anys. A més dels coneguts teoremes de geometria, com el teorema de Pitàgores, els Elements inclou una demostració que {\displaystyle {\sqrt {2}}} és irracional i que hi ha infinits nombres primers.
Hi ha qui considera Arquimedes (287 - 212 aC) de Siracussa el més gran matemàtic d'aquest període que va morir, segons Plutarc als 75 anys, escrivint fórmules matemàtiques a l'arena quan va ser travessat per una llança d'un soldat romà. Començava el domini de la civilització Romana a la Mediterrània, que va fer molt poques aportacions a les matemàtiques.

## La Xina (200 aC - 1200 dC)

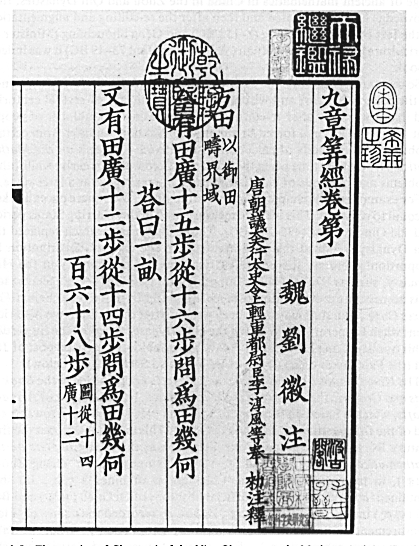
Els Nou capítols de l'art de les matemàtiques

L'any 212 aC, l'emperador de la Xina Qin Shihuang va ordenar cremar tots els llibres. Tot i que aquesta ordre no es va arribar a complir totalment, coneixem molt poques coses de les matemàtiques de l'Antiga Xina. Un altre problema afegit, és que el suport d'escriptura dels xinesos era el bambú, un material que es destrueix fàcilment amb el pas del temps.
Les primeres restes de matemàtiques xineses són del període de la dinastia Shang (1500 - 1027 aC) i consisteixen en nombres marcats en closques de tortuga. Aquests nombres fan servir un sistema decimal, de manera que per exemple, el nombre 123 s'escriu (de dalt a baix) amb el símbol 1 seguit del símbol 100, després el símbol 2 seguit del símbol 10 i finalment el símbol 3. Aquest era el sistema de numeració més avançat del moment i va permetre fer les operacions al suan pan o àbac xinès. La data d'invenció no la coneixem, però la primera referència escrita és de l'any 190 dC a les Notes suplementàries de l'art de les figures escrites per Xu Yue. És quasi segur que el suan pan ja s'utilitzava abans.
El llibre més antic que va aconseguir sobreviure a la crema de llibres és l'I Xing, que utilitza les 64 permutacions de tres línies contínues o discontínues per a finalitats filosòfiques o místiques.
Després de la crema, la dinastia Han (206 aC - 221 dC) va produir treballs de matemàtiques que presumiblement anaven més enllà dels que s'han pogut recuperar. El més important d'ells és els Nou Capítols de l'Art de les Matemàtiques. Consta de 246 problemes d'històries quotidianes sobre agricultura, negocis o enginyeria. També parla dels angles rectes i de π. Zu Xongzhi (segle v) va calcular el valor de π fins a sis decimals correctes (355/113), que va ser la millor aproximació durant quasi mil anys.
Durant els mil anys posteriors a la dinastia Han, començant amb la dinastia Tang i acabant amb la dinastia Song, les matemàtiques xineses varen prosperar a l'hora que a Europa eren quasi inexistents. Una llista de descobriments matemàtics fets primer a la Xina, i que no es varen conèixer a Occident fins molt més tard, són els nombres negatius, el teorema del binomi, matrius, mètodes per a resoldre sistemes d'equacions lineals, el teorema xinès del residu, el triangle de Tartaglia i la regla de tres.
Fins i tot, després que les matemàtiques a Europa varen començar a rebrotar durant el Renaixement, les matemàtiques xineses i occidentals estaven totalment separades, amb un clar declivi de les matemàtiques xineses. No va ser fins al segle xviii que les missions jesuïtes varen posar en contacte les dues cultures produint un intercanvi d'idees.

## L'Índia Clàssica (400 - 1600)

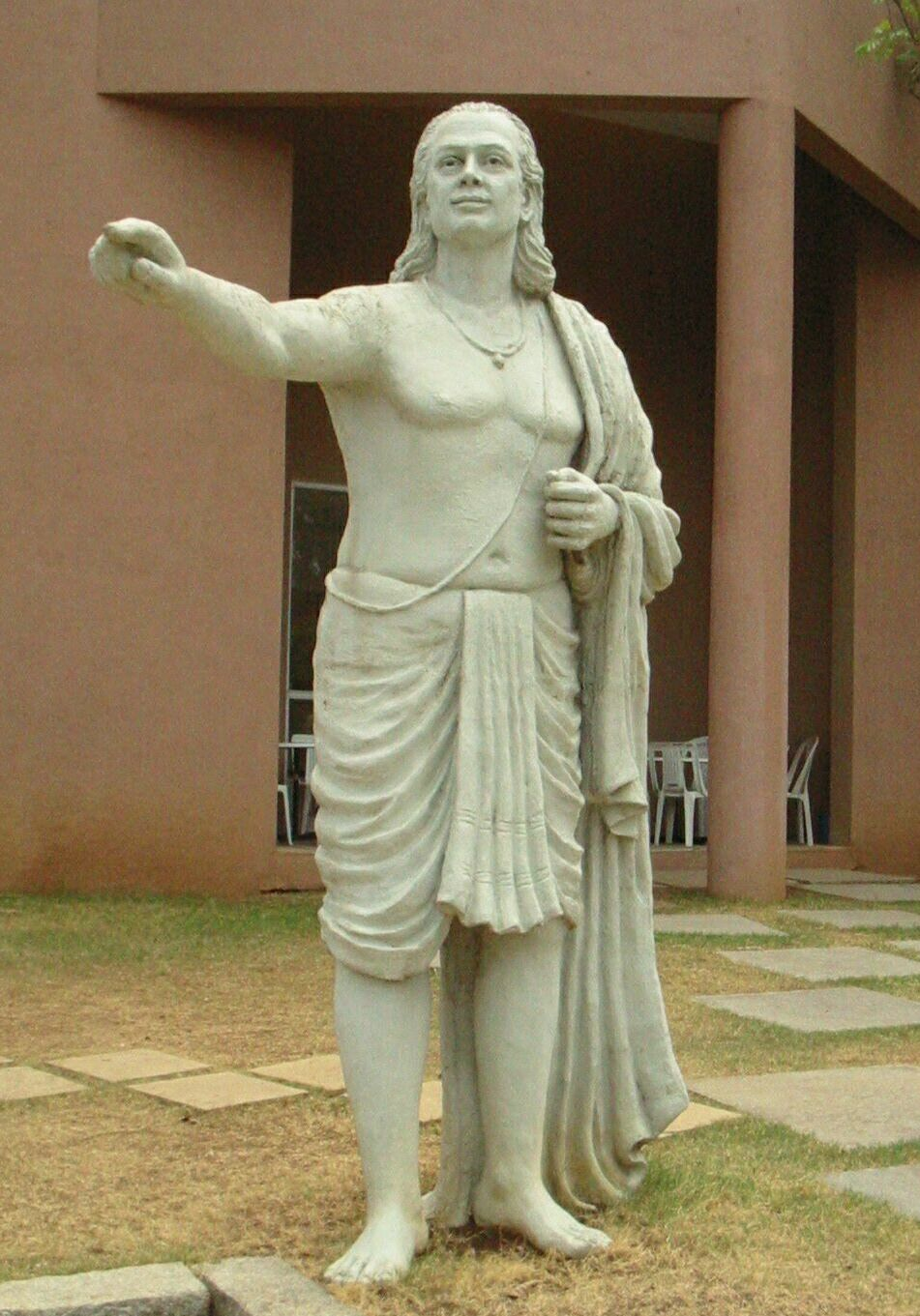
Aryabhata

El Surya Siddhanta escrit als voltants de l'any 400 va introduir les funcions trigonomètriques del sinus, cosinus i la inversa del sinus i va proporcionar regles per a determinar el moviment dels astres, que preveuen la posició que tenen actualment al cel. Els cicles del temps cosmològic del text, copiats d'un treball anterior, són molt precisos. Per exemple el valor mitjà de l'any sideri és només 1,4 segons més gran que els actuals càlculs. Durant l'edat mitjana aquest text es va traduir a l'àrab i al llatí.
L'astrònom Aryabhata va introduir el 499 la funció versinus, va realitzar la primera taula trigonomètrica del sinus, va desenvolupar tècniques i algorismes d'àlgebra, infinitesimals, equacions diferencials i va obtenir solucions enteres d'equacions lineals amb un mètode equivalent als actuals, a més de càlculs astronòmics precisos basats en un sistema de gravitació heliocèntric. El segle viii la seva obra Aryabhatiya es va traduir a l'àrab, i el xiii al llatí. També va calcular el valor de π fins a quatre decimals com a 3,1416. Més tard, Madhava de Sangamagrama el segle xiv va calcular el valor de π fins a onze decimals com a 3'14159265359.
| «           | D'un lloc a un altre, cada un és deu vegades el que el precedeix | » |
| — Aryabhata |                                                                  |   |

El segle vii, Brahmagupta va enunciar el teorema de Brahmagupta, la identitat de Brahmagupta i la fórmula de Brahmagupta, i per primera vegada, en la seva obra Brahmasphutasiddhanta, va explicar clarificadorament el doble ús del zero, tant per a indicar el mateix nombre com per a usar-lo en una posició buida en la representació decimal. Va ser a partir d'una traducció d'aquest text indi sobre matemàtiques (~770) que els matemàtics islàmics varen introduir el sistema de numeració que avui coneixem com a numeració aràbiga per bé que el seu origen és indi. Els erudits islàmics varen portar aquest sistema de numeració a Europa vora el segle xii que ha desplaçat tots els altres sistemes antics de numeració arreu del món.
El segle xii, Bhaskara II va concebre el càlcul diferencial, juntament amb els termes de derivada, coeficient diferencial i diferenciació. També va demostrar el teorema de Rolle (un cas especial del teorema del valor mitjà, va estudiar l'equació de Pell i va investigar la derivada de la funció sinus. Des del segle xiv Madhava i altres matemàtics de l'escola de Kerala també varen desenvolupar les seves idees: conceptes d'anàlisi matemàtica i nombres en coma flotant i conceptes fonamentals del càlcul, que inclouen el teorema del valor mitjà, integració terme a terme, la relació entre l'àrea sota una corba i la seva integral, tests de convergència, mètodes iteratius per a solucionar equacions no lineals, a més de sèries infinites, sèries de potències, sèries de Taylor i sèries trigonomètriques. El segle xvi, Jyeshtadeva va consolidar molts dels desenvolupaments i teoremes de l'escola de Kerala en l'obra Yuktibhasa, el primer document escrit del món sobre càlcul diferencial que també introdueix conceptes de càlcul integral. El progrés matemàtic de l'Índia va començar a estancar-se a finals del segle xvi degut a l'agitació política del moment.

## Pèrsia i l'Islam (650 - 1500)

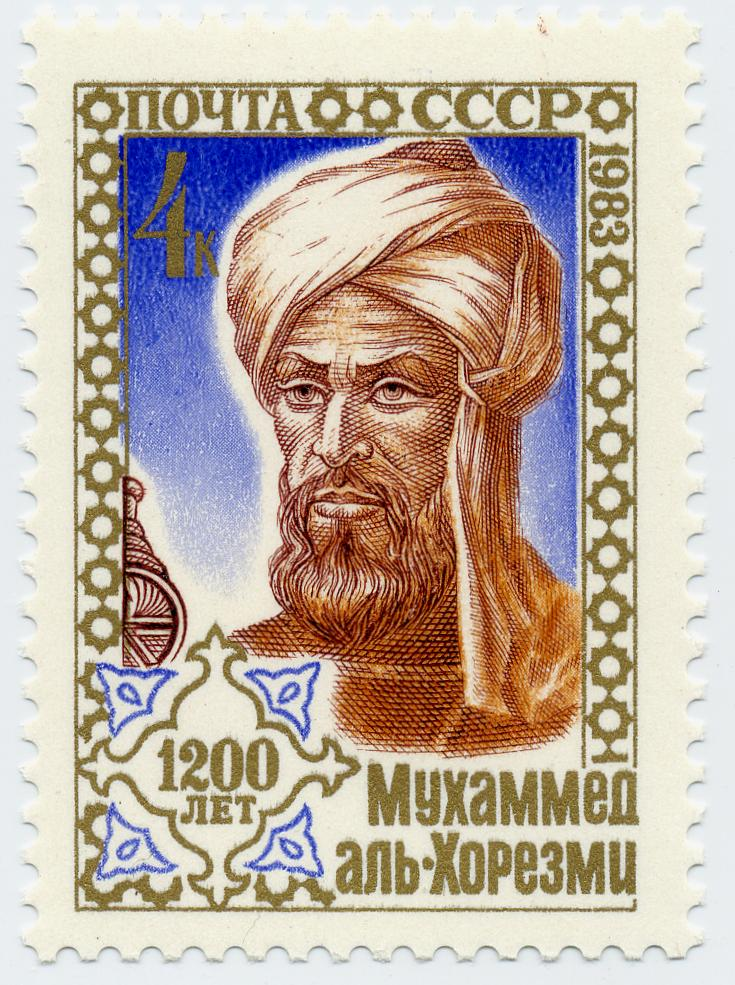
Al-Khwarazmí

El califat islàmic es va establir arreu del Pròxim Orient, nord d'Àfrica, península Ibèrica i en zones de l'Índia i el Pakistan. El segle viii va conservar i traduir del grec a l'àrab molts dels treballs de matemàtiques oblidats a Europa. Les traduccions a l'àrab de diversos texts indis encara varen tenir un impacte més gran en les matemàtiques islàmiques i inclou la numeració aràbiga quan vora el 766 es varen traduir els treballs de Brahmagupta. Els treballs hel·lenístics i indis varen establir els fonaments de les importants contribucions posteriors del món islàmic a les matemàtiques. Igual que els matemàtics indis contemporanis, les matemàtiques islàmiques varen tenir especial interès en l'astronomia.
Tot i que la majoria de textos islàmics sobre matemàtiques estaven escrits en àrab, no tots varen ser escrits per àrabs, sinó que d'una manera similar a les matemàtiques gregues, els erudits del món islàmic utilitzaven l'àrab com a llengua de cultura. Alguns dels matemàtics més importants eren de Pèrsia.
El segle ix Muhàmmad ibn Mussa al-Khwarazmí, l'astrònom persa del califa de Bagdad, va escriure diversos llibres importants sobre numerals aràbics i mètodes de resolució d'equacions. La paraula algorisme prové del seu nom i la paraula àlgebra del títol d'un dels seus llibres Hisab al-jabr w'al-muqabala. Al-Khwarizmi és considerat el pare de l'àlgebra moderna i dels algorismes moderns.
Al-Karají (953-1029) va continuar el desenvolupament de l'àlgebra en el seu tractat al-Fakhri, on estén la metodologia per calcular potències i arrels de quantitats desconegudes. El segle x, Abu-l-Wafà va traduir els treballs de Diofant d'Alexandria a l'àrab i va desenvolupar la funció tangent.
El poeta del segle xii Omar Khayyam, que també era matemàtic, va escriure Disquisicions de les dificultats sobre Euclides, un llibre crític amb els Elements d'Euclides. Va donar una solució geomètrica a les equacions de tercer grau, un dels desenvolupaments més originals de les matemàtiques de l'Islam. També va influir enormement en la reforma del calendari. La trigonometria esfèrica va ser desenvolupada extensament pel matemàtic persa Nassir-ad-Din at-Tussí (Nasireddín) el segle xiii. La seva obra també va tractar el postulat de les paral·leles d'Euclides.
El segle xv, Ghiyath al-Kaixí va calcular el valor de π fins a setze decimals. Kashi també tenia un algorisme per a calcular arrels enèsimes que era un cas especial dels mètodes donats per Ruffini i Holder segles després. Altres matemàtics islàmics notables varen ser As-Samàwal, Abu-l-Hàssan al-Uqlidissí, Jamxid al-Kaixí, Thàbit ibn Qurra, Abu-Kàmil i Abu-Sahl al-Quhí.
Durant l'època de l'Imperi Otomà (segle xv) el desenvolupament de les matemàtiques al món islàmic es va estancar. Aquest estancament va ser semblant al produït anteriorment per les matemàtiques de la Grècia clàssica.

## L'Europa del Renaixement (1200 - 1600)
Al començament del Renaixement a Europa, la gent que havia estudiat tenia nocions bàsiques de matemàtiques -suma, resta, multiplicació, divisió i geometria- per bé que la notació usada era bastant arcaica i incòmoda: s'usaven nombres romans i paraules per a representar les operacions en lloc del signe + per a la suma, per exemple. Tampoc s'usava la x per a representar les incògnites. Només la comunitat matemàtica de l'Índia tenia coneixements més avançats.
Gràcies a les traduccions al llatí dels textos àrabs, el coneixement de la numeració aràbiga i altres desenvolupaments importants de les matemàtiques a l'Índia i a l'Islam varen arribar a Europa. El segle xii, Robert de Chester va traduir al llatí l'obra d'Al-Khwarizmi Hisab al-jabr w'al-muqabala. Els antics treballs d'Aristòtil varen tornar a desenvolupar-se a Europa, primer en àrab i després en grec. Un fet de gran importància va ser el redescobriment dels escrits sobre lògica d'Aristòtil, recopilats el segle i i coneguts amb el nom d'Organon.
Les noves ànsies de coneixement varen despertar altre cop l'interès per les matemàtiques. Fibonacci, els principis del segle xiii, va produir les primeres matemàtiques de pes a Europa des dels temps d'Eratòstenes, els separaven més de mil anys. Però no va ser fins a finals del segle xvi que els matemàtics europeus varen començar a fer avenços inèdits al món.
El primer d'aquests va ser la solució general de les equacions de tercer grau, normalment atribuïda a Scipione del Ferro el 1510, però que Gerolamo Cardano va publicar anteriorment a l'obra Ars Magna. Va ser ràpidament seguit per Lodovico Ferrari que va descobrir les solucions per les equacions de quart grau.
A partir d'aquest punt, els avenços matemàtics varen venir ràpidament, en combinació amb els avenços científics en general, en una mena de benefici mutu. El 1543 Copèrnic va publicar De revolutionibus, assegurant que la Terra girava al voltant del Sol. La necessitat de disposar de mapes més precisos i d'àrees més extenses per a la navegació, varen influir en el creixement de la trigonometria que es va convertir en una de les grans branques de les matemàtiques de l'època. Bartholomeo Pitiscus va ser el primer a usar la paraula al titular la seva obra Trigonometria, el 1595. El 1533 es varen publicar les taules de sinus i cosinus de Regiomontanus (Johannes Müller).
A finals de segle, gràcies a Regiomontanus (1436-1476), François Viète (1540-1603) i altres, es va començar a escriure les matemàtiques amb la numeració aràbiga i en una forma no gaire diferent de la notació elegant actual.

## Seglexvii

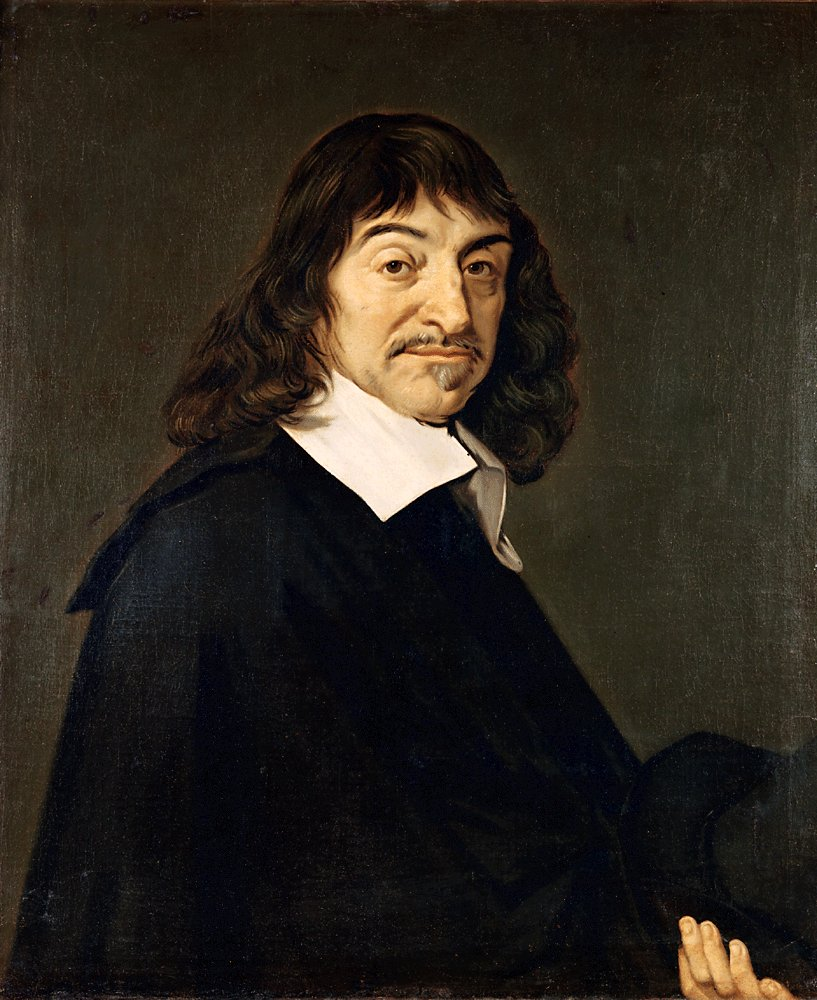
René Descartes (1596-1650)

El segle xvii va veure un esclat sense precedents en les idees científiques i matemàtiques que no va fascinar únicament als filòsofs sinó que també va començar a influir en la manera de viure de la gent.
Copèrnic, un polonès, va escriure que els planetes giraven al voltant del Sol. Galileu, un italià, va observar les llunes de Júpiter en òrbita al voltant del planeta amb un telescopi fabricat a partir d'un joguina importada d'Holanda. Tycho Brahe, un danès, va reunir una gran quantitat de dades matemàtiques que descrivien les posicions dels planetes a l'esfera celest. El seu deixeble, Johannes Kepler, un alemany, va començar a treballar amb aquesta informació. Indirectament perquè volia ajudar a Kepler amb els seus càlculs, John Napier, un escocès, va ser el primer a investigar els logaritmes neperians. Kepler va aconseguir trobar les fórmules matemàtiques que regien els moviments dels planetes. La geometria analítica desenvolupada per Descartes, un francès, va permetre dibuixar aquestes òrbites en gràfiques. L'anglès Isaac Newton, va descobrir les lleis de la física que explicaven les òrbites dels planetes i també els càlculs matemàtics dels que es podien deduir les lleis de Kepler i de la gravitació universal. I l'alemany Leibniz va iniciar l'estudi del càlcul infinitesimal, a més d'altres treballs en lògica i topologia. La ciència i la matemàtica s'havien convertit en un esforç internacional. Aviat aquesta activitat s'escamparia arreu del món.
A més a més de l'astronomia, les aplicacions de les matemàtiques varen començar a arribar a nous camps, gràcies a Pierre de Fermat i Blaise Pascal. Fermat i Pascal varen crear la base de les investigacions de la teoria de probabilitats i les corresponents regles de la combinatòria i les seves discussions sobre els jocs d'atzar, que varen permetre el desenvolupament de la teoria de la utilitat en els posteriors segles XVIII i xix.

## Seglexviii
Durant el segle xviii va continuar el desenvolupament de les matemàtiques a Europa. Es varen fer importants avenços en teoria de nombres i anàlisi, més concretament, en càlcul infinitesimal. En aquests camps varen destacar Adrien-Marie Legendre i Joseph Louis Lagrange. Lagrange també va contribuir al que en el futur seria la teoria de grups i el seu treball va influir posteriorment en Galois.
Pierre-Simon Laplace va canviar la manera d'estudiar la mecànica de Newton. Fins llavors s'havia fet des d'un punt de vista geomètric però ell ho va fer des d'un punt de vista analític. També va treballar en la teoria de probabilitats. La família Bernouilli, prolífica en matemàtics, va destacar en càlcul infinitesimal i teoria de nombres. El més important d'ells va ser Johann Bernoulli.
Però si un matemàtic va excel·lir en el segle xviii, aquest va ser Leonhard Euler. Va treballar en nombroses disciplines matemàtiques i se'l considera un dels grans matemàtics de la història. També va influir en l'estandardització de termes matemàtics, per exemple, e, π o i. A ell li devem una fórmula que destaca per la seva originalitat, bellesa i per reunir en una mateixa fórmula els nombres més representatius. Se la coneix com la identitat d'Euler i és:
{\displaystyle e^{\pi \,i}+1=0}

## Seglexix

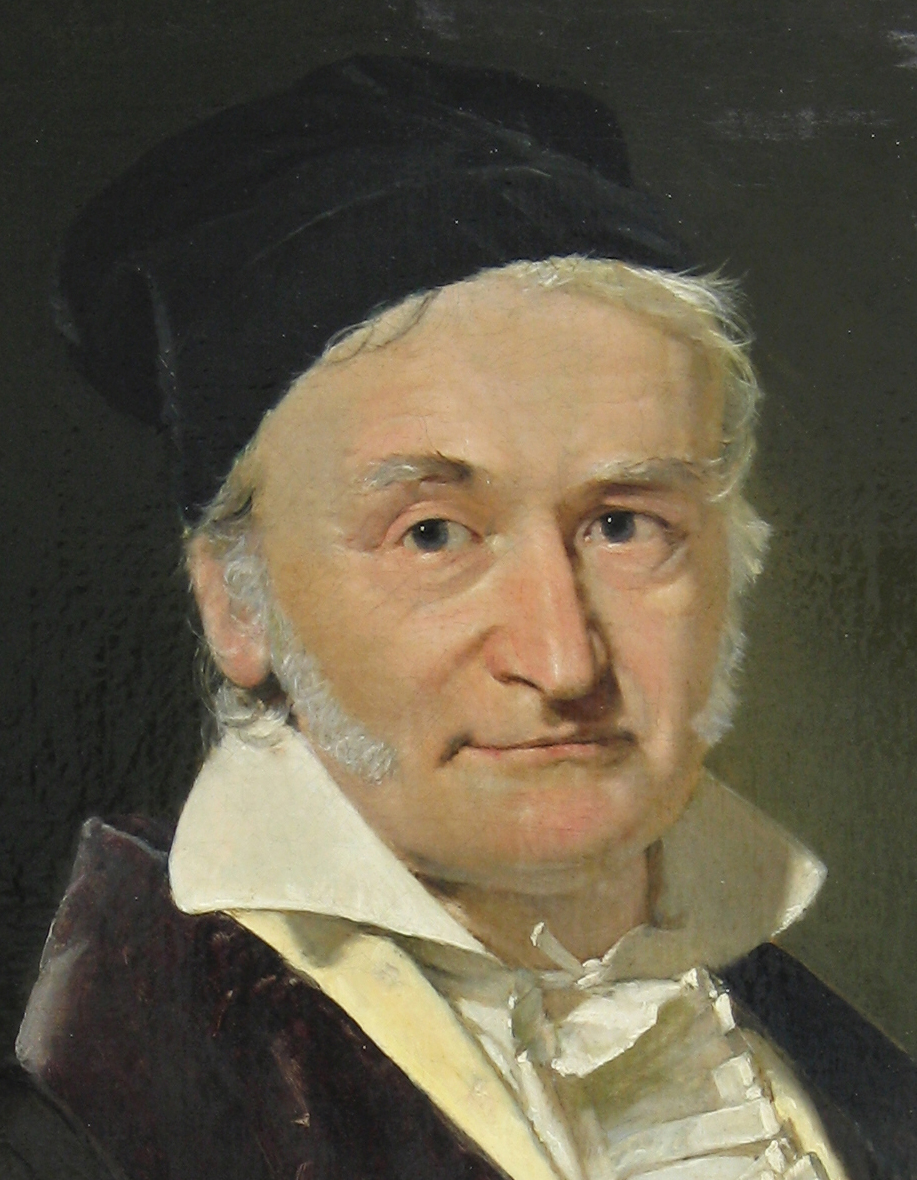
Carl Friedrich Gauss (1777-1855)

Al llarg del segle xix les matemàtiques varen ser cada vegada més abstractes. En aquest segle va viure un dels més gran matemàtics de tots els temps, Carl Friedrich Gauss (1777 - 1855). Deixant de banda les seves contribucions a la ciència, en matemàtiques va realitzar una faena revolucionària en funcions de variables complexes, geometria i en la convergència de sèries. Va donar la primera prova satisfactòria del teorema fonamental de l'àlgebra i de la llei de reciprocitat quadràtica. Nikolai Ivànovitx Lobatxevski va desenvolupar i investigar la geometria no euclidiana i William Rowan Hamilton els quaternions, l'exemple més simple de cos no commutatiu.
A part dels nous camps d'investigació, es va donar a les matemàtiques conegudes de feia temps un fonament lògic més rigorós, especialment en el cas del càlcul infinitesimal, gràcies a Augustin Louis Cauchy i Karl Weierstrass.
Una altra figura fonamental d'aquest segle va ser l'alemany Georg Friedrich Bernhard Riemann, deixeble de Gauss que va estudiar els lligams entre la teoria de funcions i les superfícies per crear una nova disciplina matemàtica, la topologia. També va desenvolupar una important teoria sobre la integració. També va treballar en la teoria de nombres i en geometria no euclidiana.
També per primera vegada es varen explorar els límits de les matemàtiques. El noruec Niels Henrik Abel i el francès Évariste Galois varen provar que no hi ha cap mètode general algebraic per a resoldre equacions de grau més gran que quatre, i altres matemàtics d'aquest segle varen usar aquest resultat per a demostrar que la trisecció de l'angle, la duplicació del cub i la quadratura del cercle no eren possibles de construir-les amb regle i compàs. Aquests eren els tres problemes clàssics de geometria i fins llavors no es varen poder resoldre.
Les investigacions d'Abel i Galois en les solucions de diverses equacions de polinomis varen ser la base per posteriors desenvolupaments en la teoria de grups i dels cossos associats d'àlgebra abstracta. Els físics i científics del segle xx varen veure en la teoria de grups l'eina ideal per estudiar les simetries.
El segle xix també va veure la fundació de les primeres societats matemàtiques: la London Mathematical Society el 1865, la Societé Mathématique de France el 1872, el Circolo Mathematico di Palermo el 1884, la Edinburgh Mathematical Society el 1864 i l'American Mathematical Society el 1888.

## Segle XX
El segle xx es va caracteritzar per la creació o gran expansió de les disciplines matemàtiques més noves com poden ser la lògica matemàtica, la teoria de conjunts, l'anàlisi funcional, la topologia general, la topologia algebraica, la geometria algebraica, l'anàlisi en varietats, la teoria dels sistemes dinàmics o la teoria de les categories. Un dels fets més destacats va ser el canvi de les tècniques de càlcul per les enormes possibilitats que ofereixen els ordinadors, la qual cosa portà al desenvolupament del càlcul numèric. Els ordinadors també són clau en nombroses aplicacions com ara l'estadística. També varen ajudar a Wolfgang Haken i Kenneth Appel a demostrar el teorema dels quatre colors. La geometria dels fractals va portar les matemàtiques al terreny de l'art, produint boniques formes mai vistes anteriorment.
Nicolas Bourbaki, nom que varen adoptar un grup de matemàtics francesos, va intentar classificar totes les matemàtiques dins d'una mateixa estructura lògica i va millorar la notació i la terminologia. Aquest treball es materialitzà en la publicació dels Éléments de mathématique.
També va haver-hi noves investigacions sobre els límits de les matemàtiques. Kurt Gödel va provar que en qualsevol sistema matemàtic que contingui els axiomes de Peano sobre l'aritmètica dels enters hi ha enunciats dels quals no es pot demostrar ni la veritat ni la falsedat: són indecidibles. Paul Cohen va provar la indecidibilitat de la hipòtesi del continu, és a dir, dins la teoria dels conjunts de Zermelo-Fraenkel (amb l'axioma d'elecció) no es pot decidir si la hipòtesi del continu és certa o falsa.
A finals de segle Andrew Wiles va aconseguir demostrar un dels teoremes més famosos, conjecturat per Fermat al segle xvii, el conegut com a darrer teorema de Fermat.

## Segle XXI
L'any 2003 el matemàtic rus Grisha Perelman va demostrar la conjectura de Poincaré.
Durant els primers anys del segle moltes revistes matemàtiques han adoptat també el format electrònic, i de fet n'hi ha algunes que només apareixen en aquest format.

## Les matemàtiques als Països Catalans
Històricament, els Països Catalans s'han destacat per la poca presència de matemàtics de renom internacional. Tot i això les matemàtiques hi han sigut presents com ho demostren els següents fets.
A finals del segle x, Gerbert d'Orlhac (~950 - 1003) que fou el Papa Silvestre II va realitzar un profund estudi del quadrivium, va transformar els mètodes de càlcul a Europa i va reintroduir l'ús de l'àbac. Tot i que va néixer a Occitània va ser educat a Barcelona i va mantenir molta relació amb els científics catalans de l'època.
Abraham Bar Hiyya (1070 - 1136?), va ser un matemàtic i astrònom jueu de Barcelona. Dels seus treballs destaca Geometria pràctica (1116). Per bé que va usar l'hebreu per a escriure les seves obres, va traduir de l'àrab al llatí diversos texts científics ajudant a la propagació dins d'Occident del coneixement d'altres cultures.
Potser la figura més destacada, i no pas per ser matemàtic, va ser Ramon Llull (~1232 - ~1316) que en la seva obra Ars Magna va descriure un mètode combinatori per a obtenir idees més complexes a partir d'un nombre reduït d'idees més senzilles. Aquesta idea va influir en Leibniz per a crear un mètode semblant, l'Ars combinatoria, però va criticar l'obra de Llull per l'arbitrarietat de les categories escollides. El mallorquí també va escriure l'Art de navegar, un manual de navegació no superat fins al segle xvi on descriu tècniques d'orientació amb l'ús de la brúixola i l'astrolabi.
Abraham Cresques (? - 1381) va ser un cartògraf jueu de Mallorca que el 1375 va dibuixar un mapa del món conegut que es coneix com l'Atles català. Va ser essencial per a la navegació de l'època.
A l'edat mitjana l'aritmètica era una de les set arts liberals que s'explicaven a les universitats. Amb l'arribada de la impremta i l'interès dels comerciants per l'aritmètica aquesta disciplina és la primera que se'n serveix. Els primers llibres de matemàtiques que s'imprimeixen són d'aritmètica i s'imprimeixen en les llengües vernacles, la qual cosa afavorí la seva difusió. El primer fou d'un autor anònim imprès a la ciutat de Treviso el 1478 i escrit en italià. El segon fou Suma de l'art de arismètica escrit en català per Francesc Santcliment, imprès a Barcelona el 1482.
El segle xviii, el valencià Josep Chaix va escriure diversos treballs de càlcul diferencial i integral i el 1793 va realitzar amb Pierre Méchain els càlculs per mesurar l'arc de meridià entre els Pirineus i Barcelona.
Al segle xix, el rossellonès Francesc Aragó (1786-1853) va col·laborar en la mesura de l'arc del meridià terrestre, a banda de fer diverses contribucions a la física.
El segle xx varen destacar el gironí Lluís Santaló i Sors (1911-2001) en geometria integral, esterologia i probabilitat geomètrica; el figuerenc Ferran Sunyer i Balaguer (1912-1967) que entre altres resultats va demostrar un teorema de caracterització de polinomis; i especialment el rossellonès Jean-Pierre Serre (1926), un dels matemàtics més importants del segle xx, guanyador de la medalla Fields el 1954 i del premi Abel el 2003 pels seus treballs sobre topologia, geometria algebraica i teoria dels nombres.
La Societat Catalana de Matemàtiques és l'òrgan que s'encarrega de fomentar l'ensenyament i la investigació i estendre el coneixement en la societat catalana. És la continuació de la Secció de Matemàtiques de la Societat Catalana de Ciències fundada el 1931, dins de l'Institut d'Estudis Catalans. L'any 2000 va organitzar a Barcelona el Tercer Congrés Europeu de Matemàtiques.
L'any 2005 es va fundar la Societat Balear de Matemàtiques.